# Rene Yougbare
Rene Jacob Yougbare (Bobo-Dioulasso, Hauts-Bassins, Burkina Faso), 31 de diciembre de 19991) es un nadador burkinés.
Representó su país en los Juegos Olímpicos de Pekín 2008. Compitió en estilo libre, 50 metros.